# Selawik River
Der Selawik River ist ein rund 360 Kilometer langer Zufluss der Tschuktschensee im Nordwesten des US-Bundesstaats Alaska. 

## Geographie

### Flusslauf
Der Selawik River entspringt an der Nordflanke der Purcell Mountains auf einer Höhe von 550 m unweit der nordamerikanischen kontinentalen Wasserscheide. Er fließt anfangs 30 Kilometer nach Norden und wendet sich anschließend nach Westen. Er bildet auf seinem Flusslauf unzählige Mäander aus. Der Fluss strömt etwa auf Höhe des Polarkreises westwärts. Der Fluss fließt nördlich am Inland Lake, mit dem er über einen kurzen Kanal verbunden ist, vorbei, passiert kurz darauf die Ortschaft Selawik und mündet schließlich in den Selawik Lake, der über das Hotham Inlet mit dem Kotzebue-Sund verbunden ist.

### Einzugsgebiet
Das etwa 14.500 km² große Einzugsgebiet wird im Norden von den Waring Mountains und der Sheklukshuk Range begrenzt. Im äußersten Osten befinden sich die Zane Hills. Die südliche Abgrenzung bilden die Purcell Mountains und die Nulato Hills sowie im äußersten Südwesten die Selawik Hills. Das Einzugsgebiet grenzt im Norden an das des Kobuk River, im Süden an das des Koyukuk River sowie im Südwesten an das des Buckland River.

### Nebenflüsse
Größere Nebenflüsse des Selawik River sind der Tagagawik River von links sowie der Kugarak River von rechts.

## Sonstiges
Die Region um den Selawik River bildet die Übergangszone von borealen Wäldern zu offener arktischer Tundra. Entlang des Flusses finden sich Tundra, Taiga, Seen- und Feuchtgebiete, Flussdeltas, offene Riedgraswiesen und ehemals vergletscherte Berge.
Thermalquellen am Oberlauf des Selawik River halten den Fluss im Winter eisfrei. Die Iñupiat von der Küste und auch die Athabasken aus dem Binnenland nutzten die Heilwirkung der Quellen.

## Geschichte
Der Selawik und der nördlich verlaufende Kobuk River wurden von den Ureinwohnern Alaskas als Transportwege von der Küste in die bergigeren Regionen im Inland genutzt. Auch heute noch sind die Wasserwege Transportrouten ins straßenlose Hinterland. Der Fluss ist von Anfang Juni bis Mitte Oktober eisfrei und per Boot befahrbar.
In der restlichen Zeit ist er zugefroren.

## Naturschutz
Das Selawik National Wildlife Refuge umfasst einen Großteil des Einzugsgebietes des Selawik Rivers. Außerdem wurde der Selawik River im Jahr 1980 durch den Alaska National Interest Lands Conservation Act vom Oberlauf bis zur Einmündung des Kugarak River über eine Strecke von 255 Kilometer als National Wild and Scenic River ausgewiesen.

## Flussfauna
Der Weißlachs (Stenodus leucichthys, engl. Sheefish) bildet in der Region einen wichtigen Bestandteil der Subsistenzwirtschaft. Die Oberläufe von Selawik River und Kobuk River sind die einzigen bekannten Laichplätze dieser Fischart im Nordwesten von Alaska. Die Fische verbringen ihr gesamtes Leben im Fluss oder im Mündungsbereich des Flusses. Sie überwintern im Selawik Lake und im Brackwasser des Hotham Inlet. Die Fischart ist Namensgeber des Flusses. "Siilvik" ist der Inupiaq-Name für Selawik und bedeutet „Ort des Sheefish“.